# Cloudera
Cloudera est une start-up de la Silicon Valley, basée à Burlingame (Californie), qui se consacre au développement de logiciels de type big data fondées sur le framework Hadoop.

## Historique

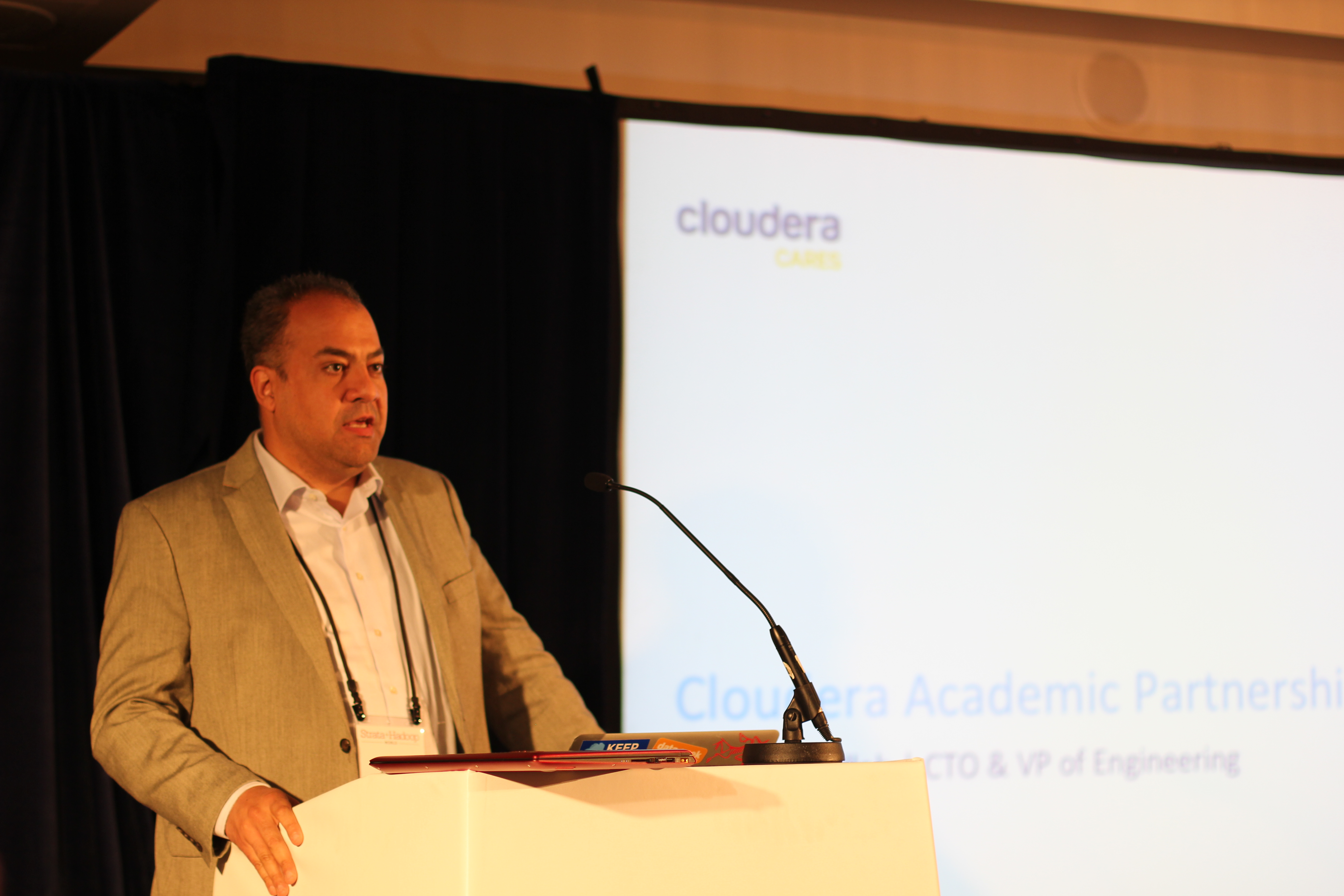
Amr Awadallah, un des fondateurs de la startup Cloudera

Cloudera a été cofondée en 2008 par le mathématicien Jeff Hammerbach, diplômé de Harvard et un ancien de la Bear Stearns puis de Facebook, où il était chargé de l'analyse de données et du développement de programmes permettant un meilleur ciblage publicitaire. Les autres cofondateurs sont Christophe Bisciglia, ex-employé de Google, Amr Awadallah, ex-employé de Yahoo qui travailla aussi sur Hadoop, Mike Olson, PDG de Cloudera, qui a vendu en 2006 Sleepycat à Oracle. L'architecte en chef est Doug Cutting, à l'origine de Lucene et de Hadoop.
La firme Cloudera se consacre au développement de logiciels fondés sur Apache Hadoop, permettant l'exploitation de big data, à savoir des bases de données accumulant plusieurs pétaoctets.
En mars 2009, le fonds Accel Partners a investi 5 millions de dollars dans Cloudera, suivie de Diane Greene, la cofondatrice de VMware, de Mårten Mickos (en), l'ex-PDG de MySQL, et de Gideon Yu (en), le responsable des finances de Facebook.
En octobre 2018, Cloudera et Hortonworks annoncent la fusion de leurs activités dans une nouvelle entité détenue à 60 % par les actionnaires de Cloudera et à 40 % par ceux de Hortonworks.

## Principaux actionnaires
Au 14 janvier 2020:
| Icahn Associates Holding      | 19,1% |
| Intel (Investment Management) | 9,08% |
| The Vanguard Group            | 7,03% |
| Benchmark Capital Management  | 3,02% |
| Invesco Advisers              | 2,86% |
| OppenheimerFunds              | 2,86% |
| BlackRock Fund Advisors       | 2,51% |
| RGM Capital                   | 2,43% |
| Wellington Management         | 2,11% |
| SSgA Funds Management         | 1,73% |

## Produits et services
CDH contient les principaux éléments, de base du framework Hadoop (MapReduce et HDFS), ainsi que d'autres composants orientés vers les entreprises qui assurent la sécurité, la haute disponibilité, et l'intégration avec le matériel et les autres logiciels (HDFS & MapReduce, Impala, Apache Spark, HBase, Accumulo, Apache Kafka)[réf. nécessaire].
En octobre 2012 Cloudera a annoncé le projet de Cloudera Impala, un moteur de requête distribué open source pour Apache Hadoop.